# 'Alâ' al-Dawla Semnânî
'Alâ' al-Dawla Semnânî (en persan : علاءالدوله سمنانی ) est un maître soufi, membre de la confrérie Kubrawiyya, né en 1261. Il fut le disciple de Nûruddîn Isfarâyinî à Bagdâd. Il meurt en 1336,.

## Biographie
À l'âge de quinze ans, il entre au service du souverain mongol, l'Ikhlan Arghoun, comme page. Quelques années plus tard, alors qu'il campe avec les troupes devant Qazwîn, il est traversé par une profonde crise spirituelle. Il finit par demander son retrait de l'armée et s'oriente définitivement vers le soufisme.
Il ouvre un couvent (khânqâh) à Semnân, et accueille de nombreux disciples. C'est là qu'il meurt en 1336. Son mausolée est encore visité aujourd'hui,.

## Œuvre
Il est l'auteur d'une œuvre rédigé en arabe et en persan, d'une ampleur considérable et en grande partie inédite.
Son travail le plus remarquable est une exégèse du Coran, considérée comme un sommet de l'herméneutique soufie. Ne portant pas de titre, il s'agit en réalité d'une œuvre en trois couches. Le noyau est un commentaire inachevé de Najm al-Dîn Kubrâ, intitulé 'Ayn al-hayât. Puis, ceci est repris par son disciple Najm al-Dîn Râzî qui, dans son Bahr al-haqâ'iq, pousse l'exégète jusqu'à la sourate "L'étoile" (53). Interrompue par la mort, c'est 'Alâ' al-Dawla Semnânî qui achève ce commentaire coranique, que Henry Corbin qualifiera de « chef-d'œuvre d'intériorité radicale ».